# Бернхард II (Саксония-Майнинген)
Бернхард II Ерих Фройнд фон Саксония-Майнинген (на немски: Bernhard II Erich Freund von Sachsen-Meiningen – „Freund seiner Untertanen“; * 17 декември 1800, Майнинген; † 3 декември 1882, Майнинген) е от 1803 до 1866 г. херцог на Саксония-Майнинген от ернестинската линия на Ветините, генерал на пехотата на пруската армия.

## Живот
Той е единственият син, най-малкото дете, на херцог Георг I от Саксония-Майнинген (1761 – 1803) и съпругата му Луиза Елеонора фон Хоенлое-Лангенбург (1763 – 1837), дъщеря на княз Кристиан Албрехт фон Хоенлое-Лангенбург (1726 – 1789). По-големите му сестри са Аделхайд (1792 – 1849), от 1830 г. кралица на Великобритания, и Ида (1794 – 1852), от 1816 г. херцогиня на Саксония-Ваймар-Айзенах.
Бернхард II поема управлението след ранната смърт на баща му на Бъдни вечер 1803 г. под опекунството на майка му Луиза Елеонора до 1821 г. На 23 март 1825 г. в Касел той се жени за принцеса Мария Фридерика фон Хесен-Касел (1804 – 1888), дъщеря на курфюрст Вилхелм II фон Хесен-Касел (1777 – 1847) и съпругата му пруската принцеса Августа Пруска (1780 – 1841).
През 1859 г. Бернхард II е пруски генерал на инфантерията. На 20 септември 1866 г. той се отказва от управлението в полза на сина му наследствения принц Георг.
- Бернхард II фон Майнинген като пицар на Хозенбандорден, 1830
- Мария Фридерика фон Хесен-Касел
- Талер от 1861 с образа на Бернхард

## Деца
Бернхард II и Мария Фридерика фон Хесен-Касел имат две деца:
- Георг II (1826 – 1914), херцог на Саксония-Майнинген

∞ 1. 1850 принцеса Шарлота Пруска (1831 – 1855)
∞ 2. 1858 принцеса Феодора фон Хоенлое-Лангенбург (1839 – 1872)
∞ 3. 1873 Хелена фрайфрау фон Хелдбург (1839 – 1923)
- Августа (1843 – 1919)

∞ 1862 принц Мориц (1829 – 1907), син на херцог Георг фон Саксония-Алтенбург